# Maalik Wayns
Maalik Benjamin Wayns (Filadèlfia, 2 de maig de 1991) és un jugador de bàsquet nord-americà que també posseeix la nacionalitat belarussa. Amb 1,85 metres d'altura, juga en la posició de base.

## Carrera esportiva
A la Universitat va jugar durant tres temporades amb els Wildcats de la Universitat de Villanova, amb els quals va fer una mitjana de 12,5 punts, 2,7 rebots i 3,4 assistències per partit. En la seva última temporada va ser inclòs en el millor quintet de la Big East Conference i en el millor de la Philadelphia Big 5, després de liderar als Wildcats en anotació (17,2) i assistències (4,6) i acabar en la novena posició de tot el país en percentatge d'encert en tirs lliures, amb 89,2% d'encert.2

### Professional
Després de no ser triat en el Draft de l'NBA del 2012, va fitxar com a agent lliure pels Philadelphia 76ers en el mes de juliol d'aquell mateix any. Va disputar 27 partits, en els quals va fer una mitjana de 2,8 punts i 1 assistència, fins que va ser acomiadat en el mes de gener. Poc després va fitxar pels Rio Gran Valley Vipers de la NBA D-League, on va jugar nou partits, deixant l'equip per signar amb Los Angeles Clippers per deu dies, sent renovat fins a final de temporada. En total va disputar sis partits, en els quals va fer de mitjana 3,3 punts i 1,2 asistencias.
Va fer el salt a Europa a la temporada 2014-15 fitxant pel Zalgiris Kaunas de Lituània, tot i que abandona l'equip a l'octubre per tornar als Estats Units i jugar amb els Delaware 87ers de la D-League. Abans de tornar a jugar a Europa amb l'Openjobmetis Varese italià, va jugar a l'Atenienses de Manatí, de Puerto Rico. Amb l'equip italià va disputar per primera vegada la FIBA Europe Cup, amb el qual va quedar subcampió. La temporada següent fitxa per l'Enisey Krasnoyarsk de Rússia, però novament deixa l'equip al poc de començar i en el mes de novembre signa amb el Maccabi Rishon LeZion, amb el que disputa la Basketball Champions League. Realitza la pretemporada 2017-18 amb els Dallas Mavericks de l'NBA, i en el mes d'octubre aterra a la Lliga Endesa com a jugador del Joventut de Badalona, amb el qual signa fins a final de temporada. Degut a una lesió va ser tallat abans d'acabar la temporada i reemplaçat al club badaloní per Demitrius Conger, fitxant la temporada següent pel Treviso Basket de la lliga italiana.